# Adamov
Adamov (niem. Adamsthal) – miasto w Czechach, na Morawach, w powiecie Blansko, w kraju południowomorawskim. Według danych z 31 grudnia 2003 powierzchnia miasta wynosiła 377 ha, a liczba jego mieszkańców – 4871.

## Położenie
Adamov położony jest na Morawach, na terenie Krasu Morawskiego, 12 km na północ od Brna, u ujścia Křtinského potoka do Svitavy.

## Demografia[1]
| Rok             | 1970  | 1980  | 1991  | 2001  | 2003  |
| --------------- | ----- | ----- | ----- | ----- | ----- |
| Liczba ludności | 3 787 | 5 088 | 5 089 | 4 970 | 4 871 |

Źródło: Czeski Urząd Statystyczny

## Historia

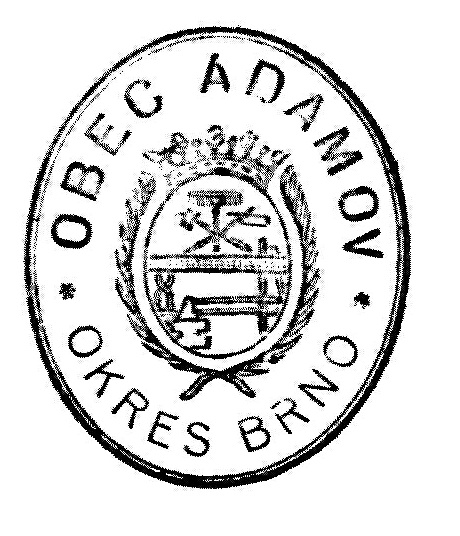
Herb Adamova używany od roku 1749 do XX wieku

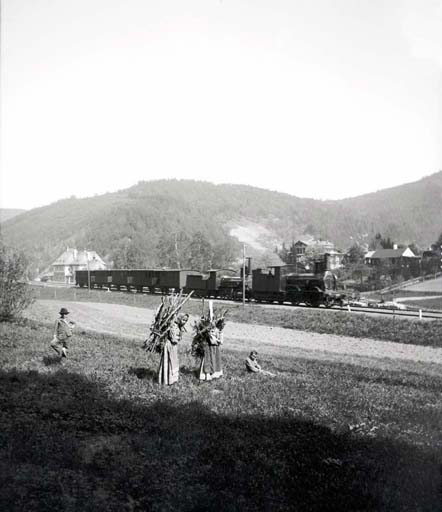
Przejazd pociągu przez Adamov w 1893 r.

Historia Adamova jest od początku związana z wydobyciem i przeróbką rud żelaza. Jej początki sięgają roku 1360, kiedy właścicielem tych ziem był Čeněk Krušina z Lichtenburka, właściciel zamku Ronov. Po jego bezdzietnej śmierci włości przejął margrabia Moraw Jodok (czes. Jošt), który zbudował Nový hrad.
Pierwotnie osada zwała się Hamry czy Staré Hamry od kuźnicy, czyli hamerni, jakie tutaj się znajdowały. Po śmierci Jodoka nowohradzki majątek stał się własnością królów czeskich, którzy go oddawali w dzierżawę różnym rodom szlacheckim, z których najpotężniejszymi byli Boskowicowie oraz Ród z Kunštátu.
Kiedy w 1597 r. zmarł Jan Šembera z Boskovic, ostatni męski potomek Černohorských z Boskovic, posiadłości wraz z ręką jego córki Katarzyny przeszły na Maxmiliána z Lichtenštejnu. Ten ostatni w 1643 r. zmarł bezdzietnie, a jego majątek odziedziczył jego bratanek Karol Euzebiusz Liechtenstein. Za Liechtensteinów doszło do rozwoju przemysłu.
Od roku 1732 miejscowość nosi nazwę Adamov od imienia Adama Josefa z Lichtenštejnu, właściciela tutejszych zakładów.
Do wielkiego rozkwitu Adamova i rozwoju przemysły doszło po roku 1849, kiedy wybudowano linię kolejową Brno – Česká Třebová.
W 1889 r. zbudowano w Adamovie pierwszy w Monarchii Austro-Węgierskiej samochód z benzynowym silnikiem czterosuwowym.
W XIX w. powstało w mieście wiele reprezentacyjnych willi, przeważnie zamożniejszych mieszkańców Brna.

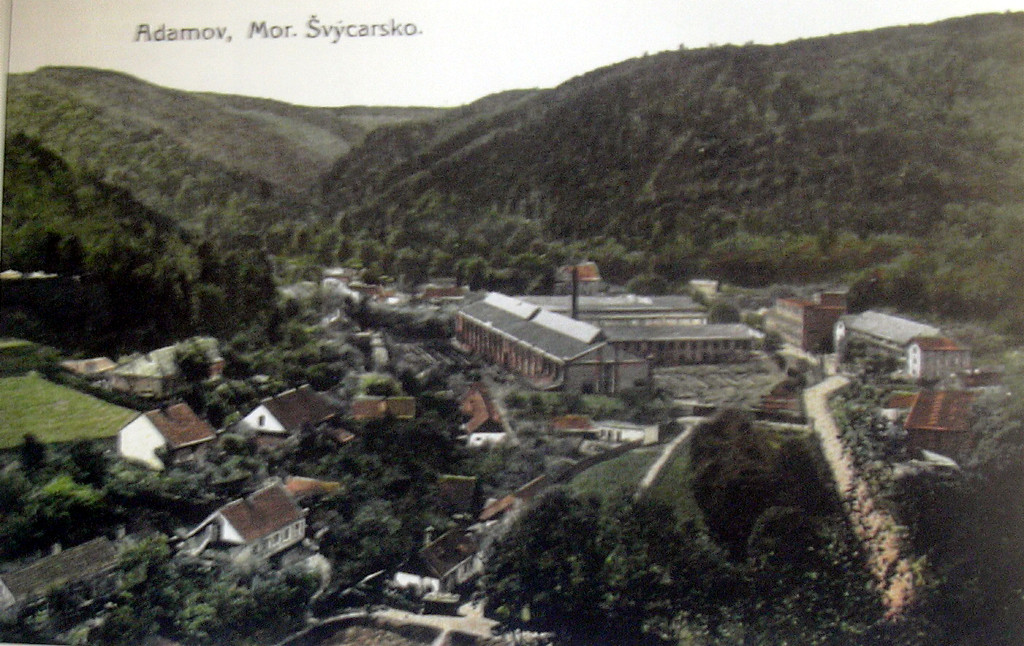
Adamov w 1916 r.

Po powstaniu Republiki Czechosłowackiej zakłady adamowskie zostały przyłączone do Škody. W latach 30. i w czasie wojny produkowały na potrzeby wojska. Przy produkcji zbrojeniowej pracowało 8 tys. pracowników, przy 500 mieszkańcach Adamova.
W 1945 r. upaństwowiono majątek Škody, a w 1947 tutejsze zakłady zostały przemianowane na Adamovské strojírny (ADAST).
Po wojnie rosła liczba mieszkańców, a w zakładach produkowano maszyny poligraficzne, wyposażenie stacji benzynowych oraz sprzęt mierniczy.
W 1960 r. Adamov został włączony do powiatu Blansko, a w 1964 stał się miastem. W następnych latach zwiększał się eksport maszyn poligraficznych, ale większy nacisk położono na tajną produkcję zbrojeniową, przede wszystkim na wywóz.
Na początku lat 90. z przyczyn ekonomicznych nastąpiła zmiana produkcji.

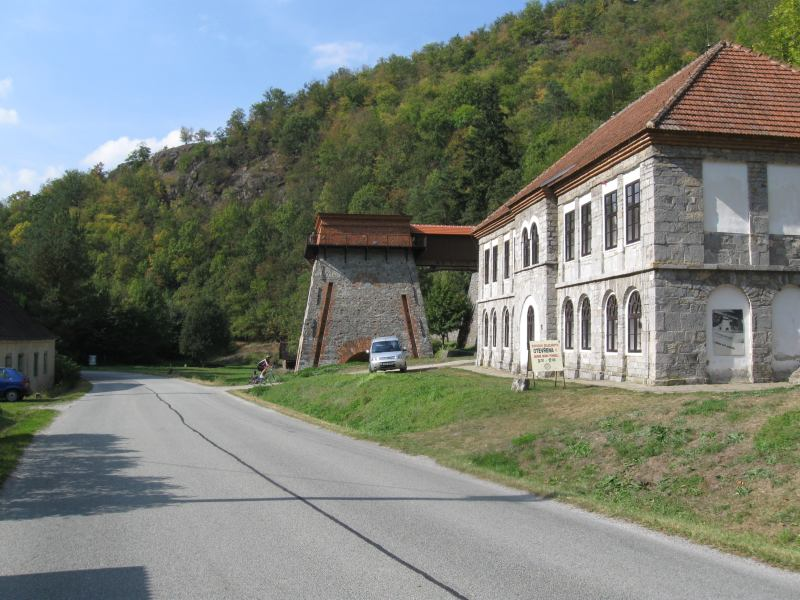
Huť Františka s muzeem

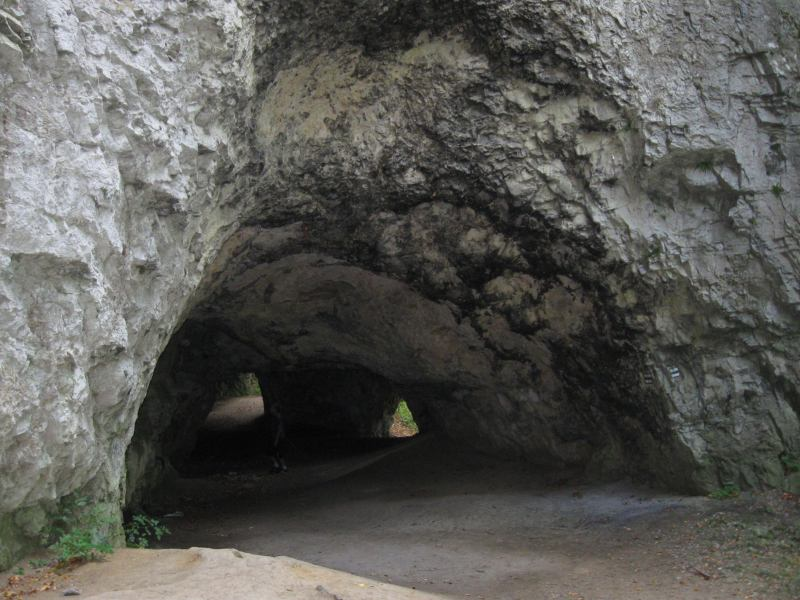
Jeskyně Jáchymka

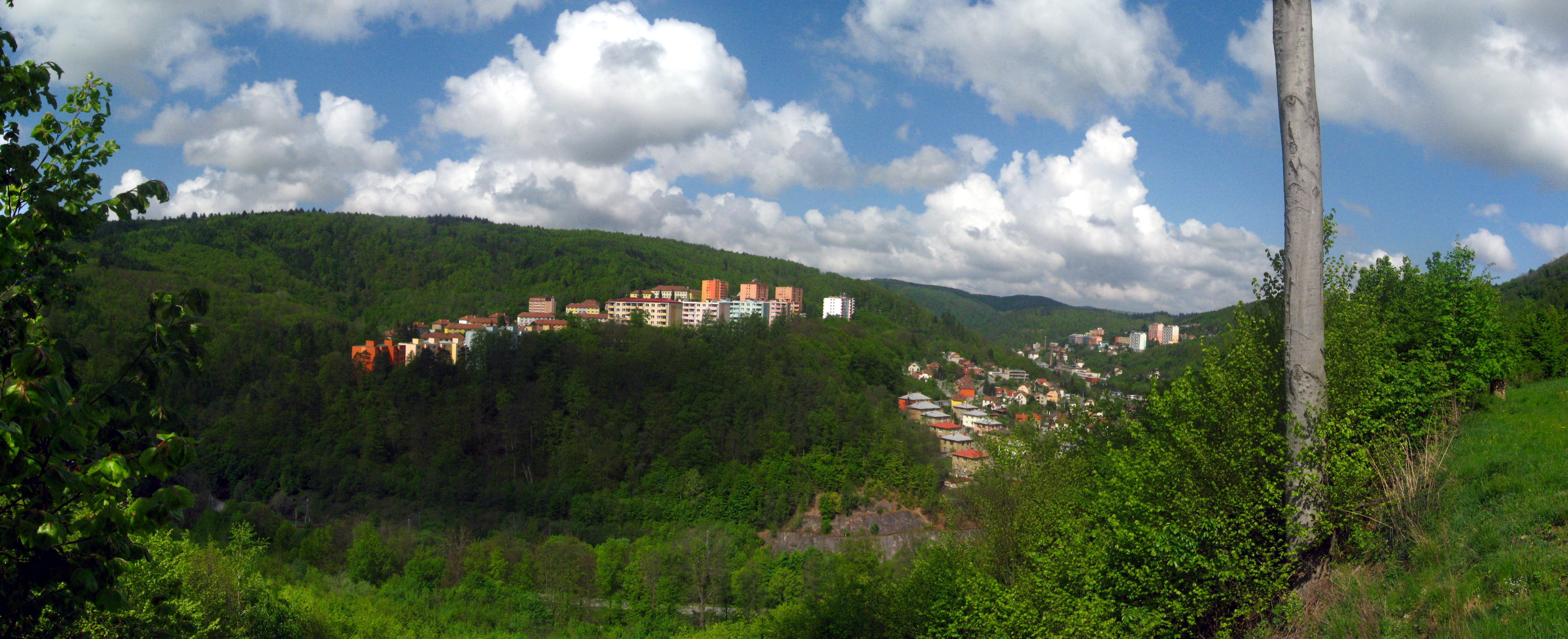
Panorama Adamova

## Galeria

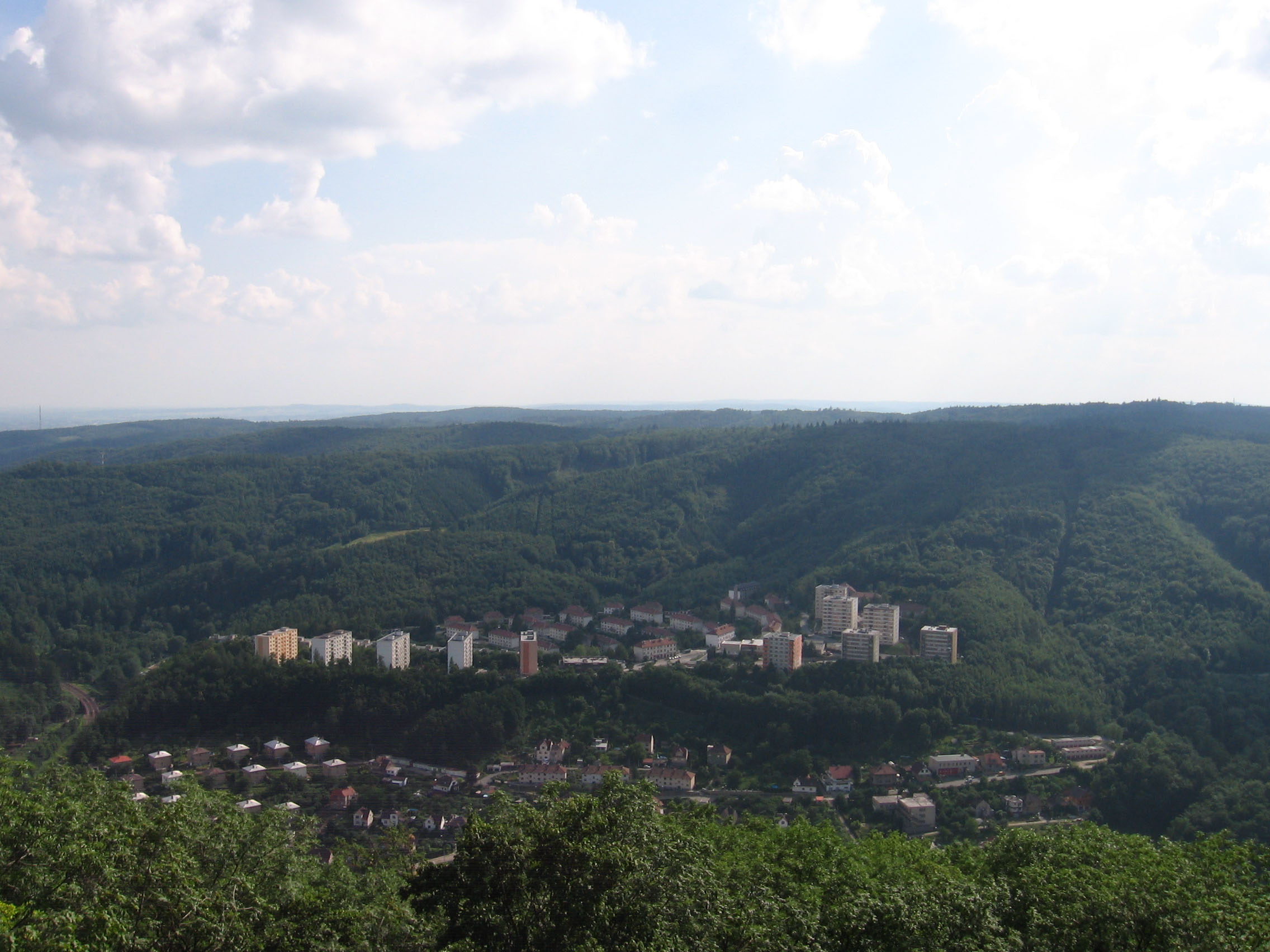
Widok na południową część Adamova z Alexandrovy rozhledny
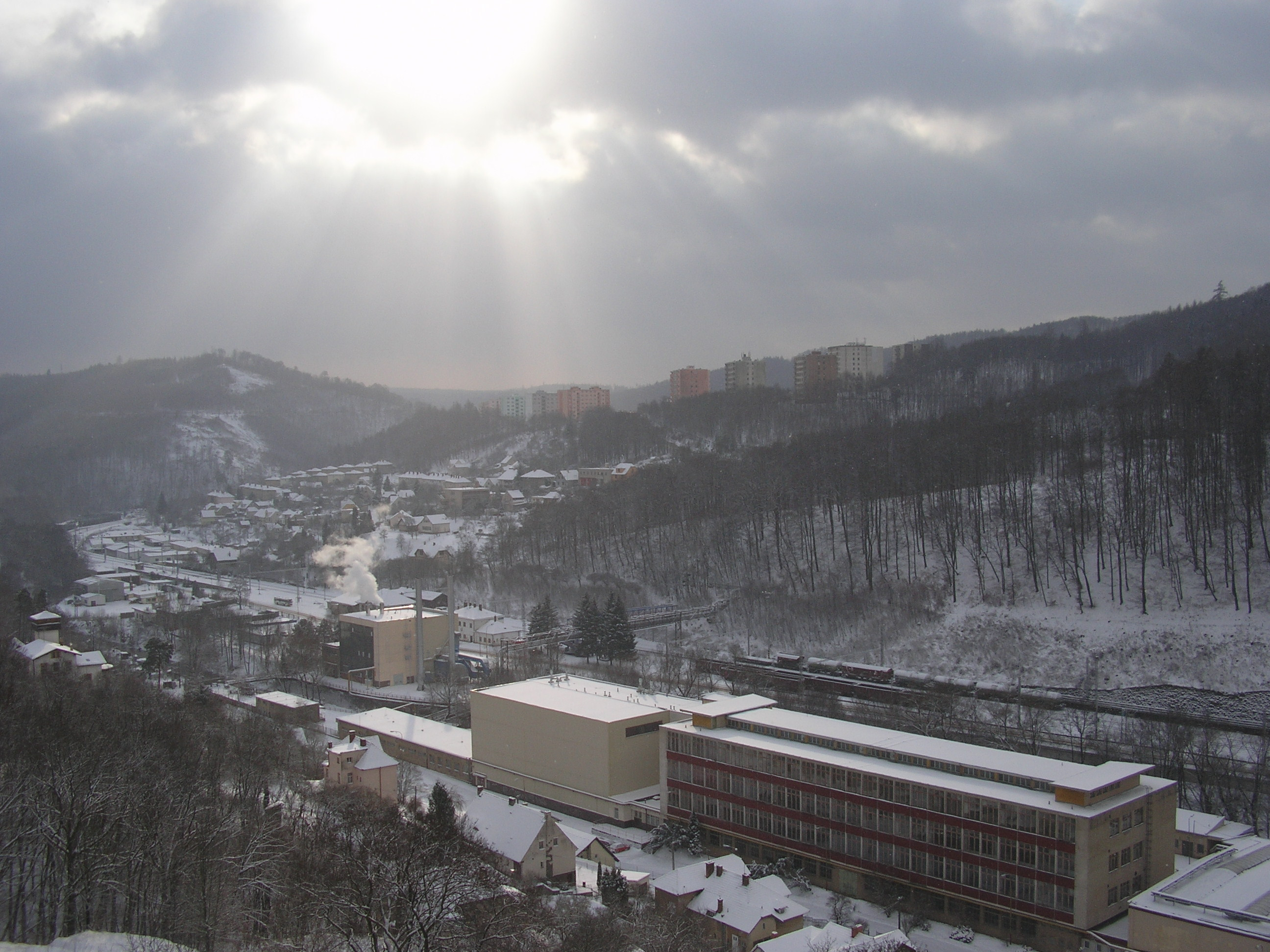
Widok na południową część Adamova z Horky
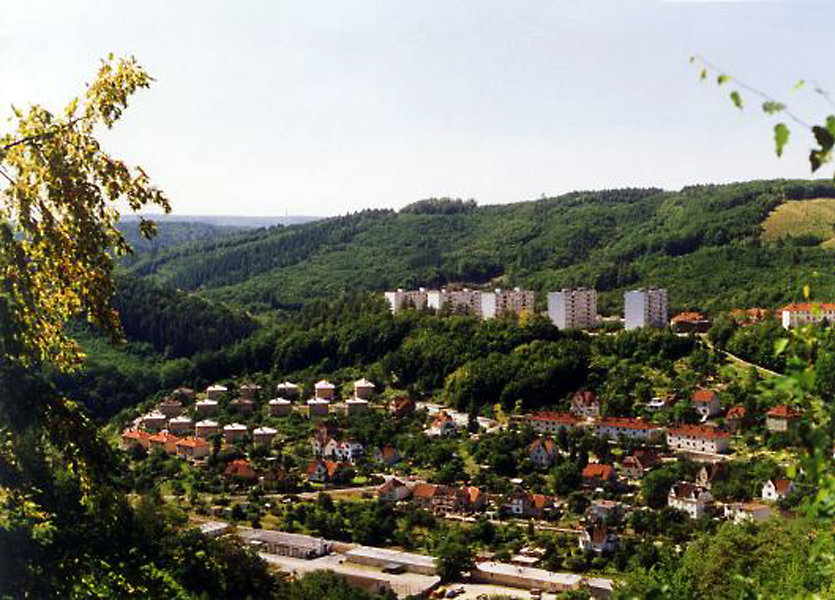
Widok z Alexandrovy rozhledny
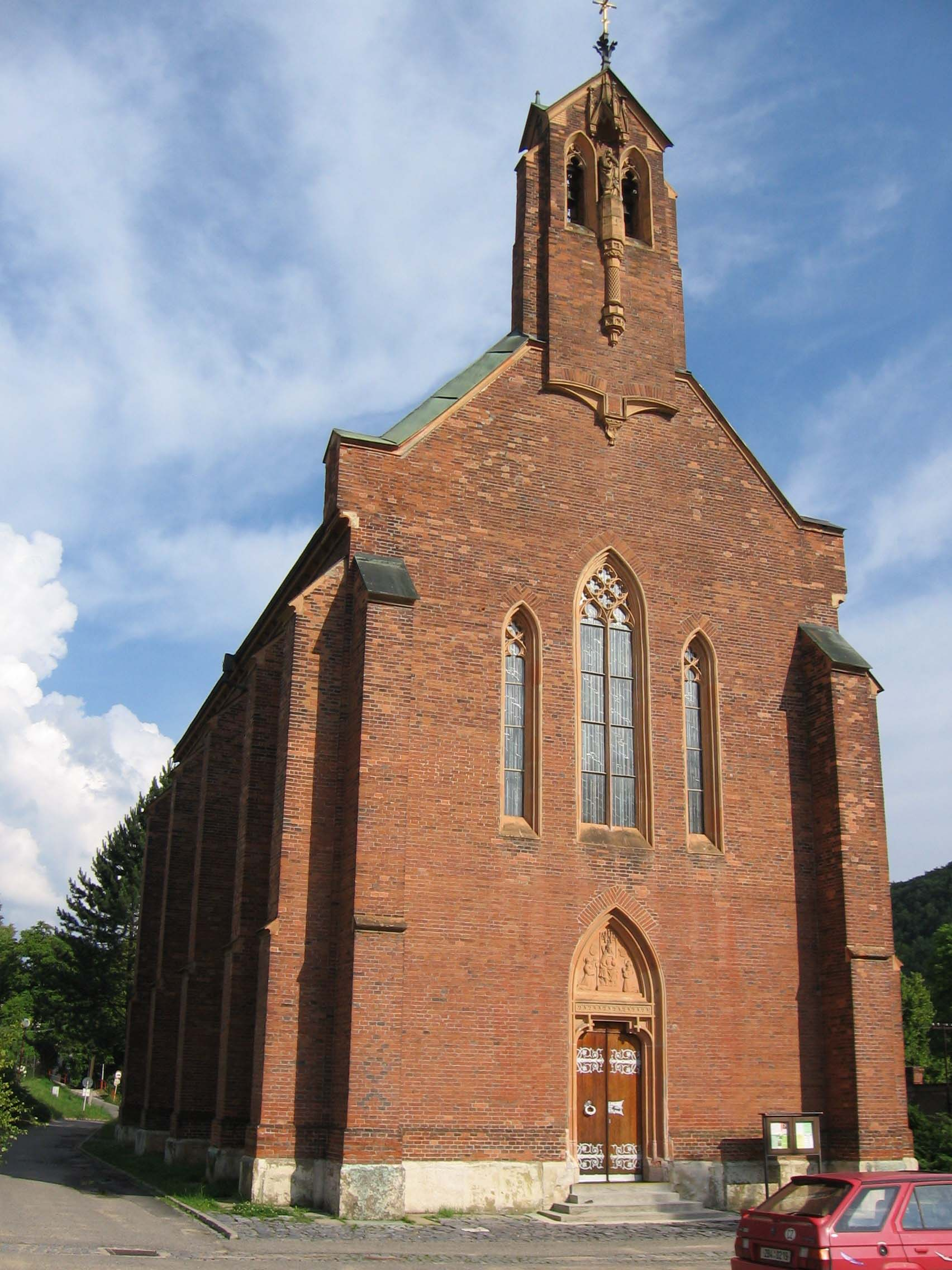
Kościół św. Barbary Adamowie
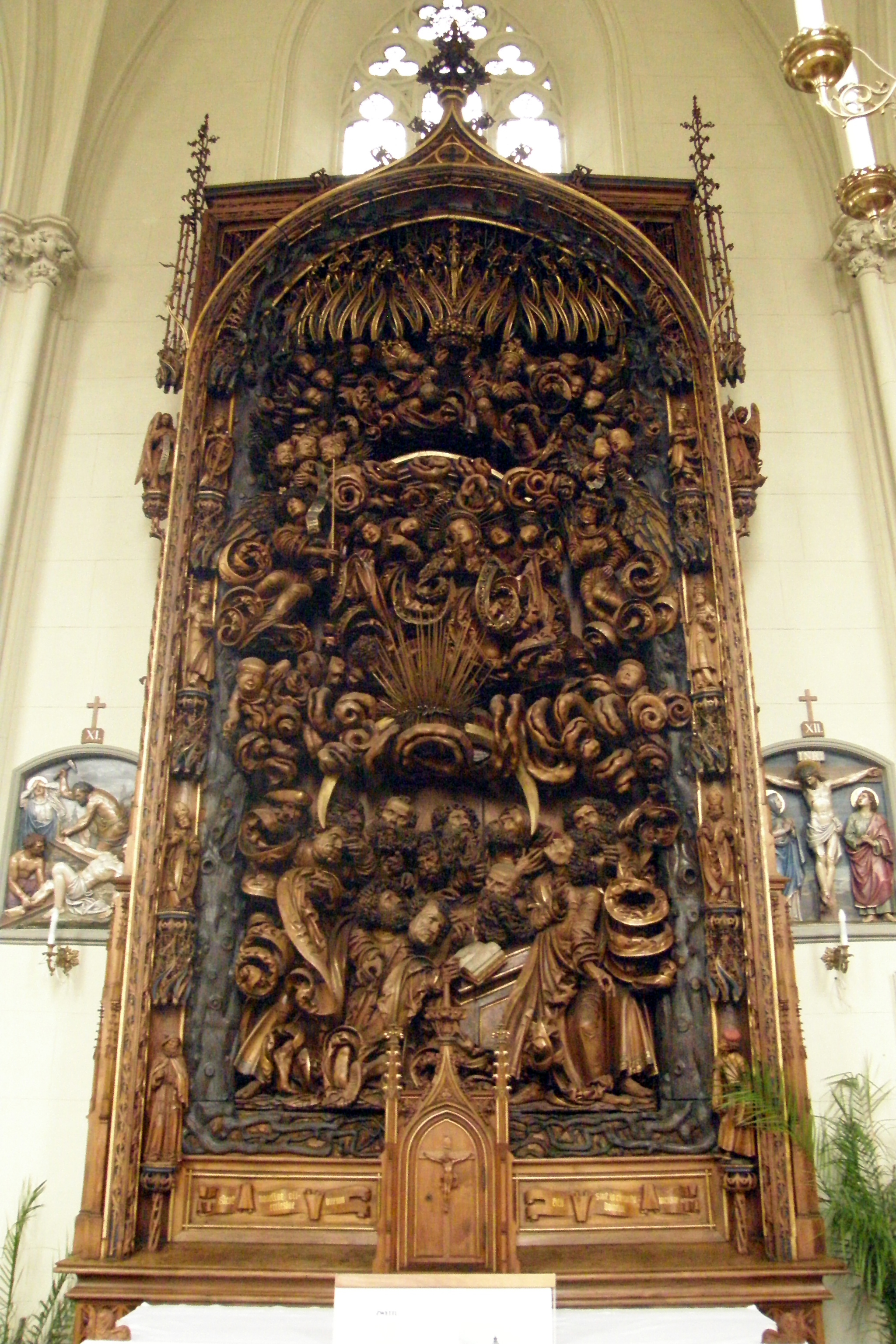
Světelski ołtarz w kościele św. Barbary
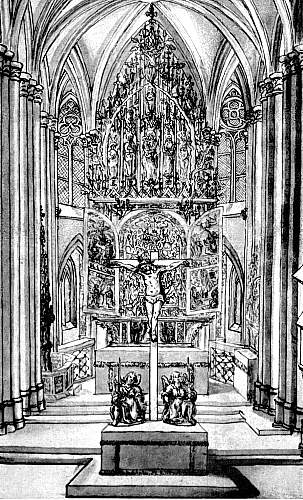
Pierwotny wygląd Světelskiego ołtarza
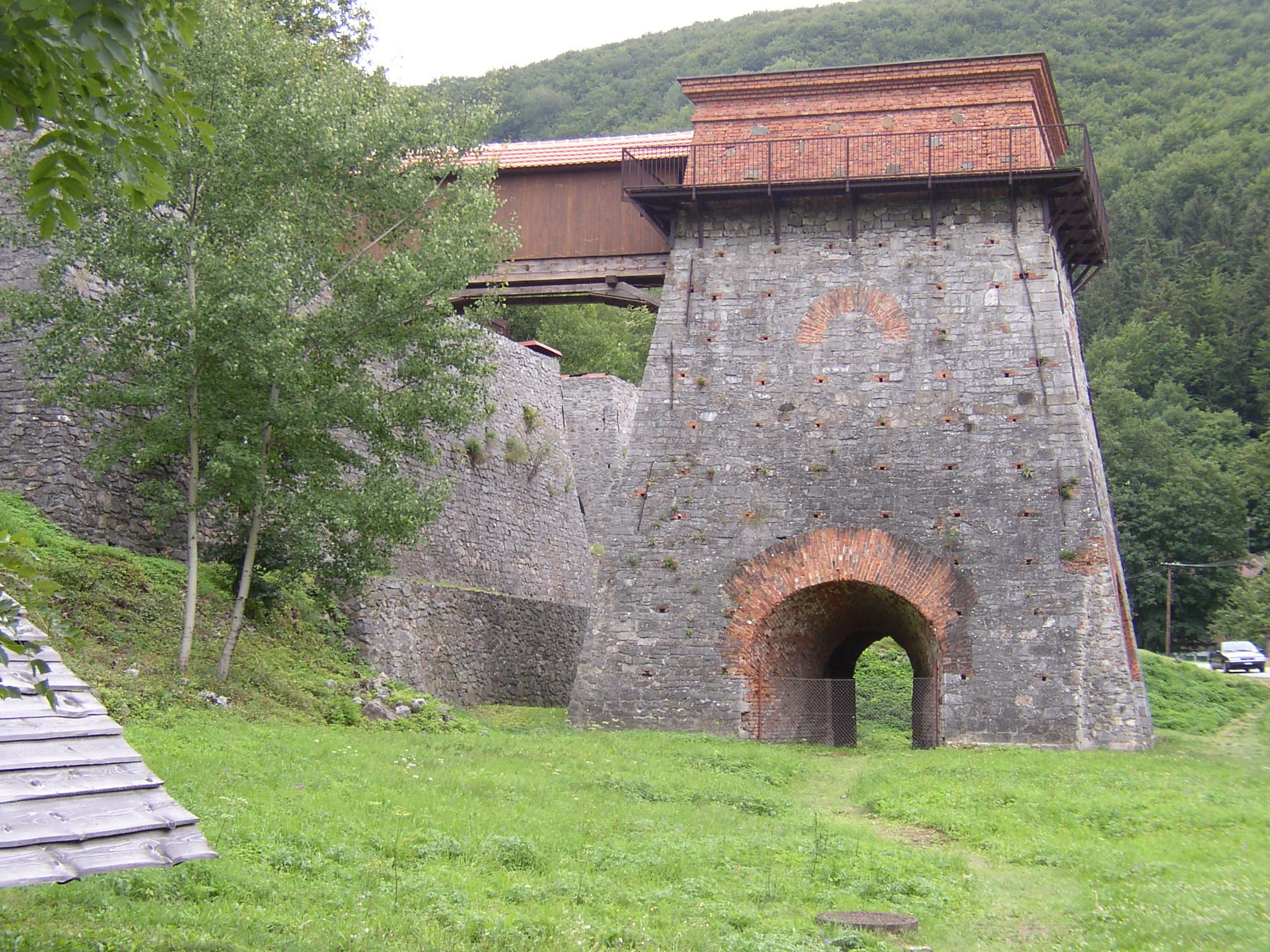
Stará huť
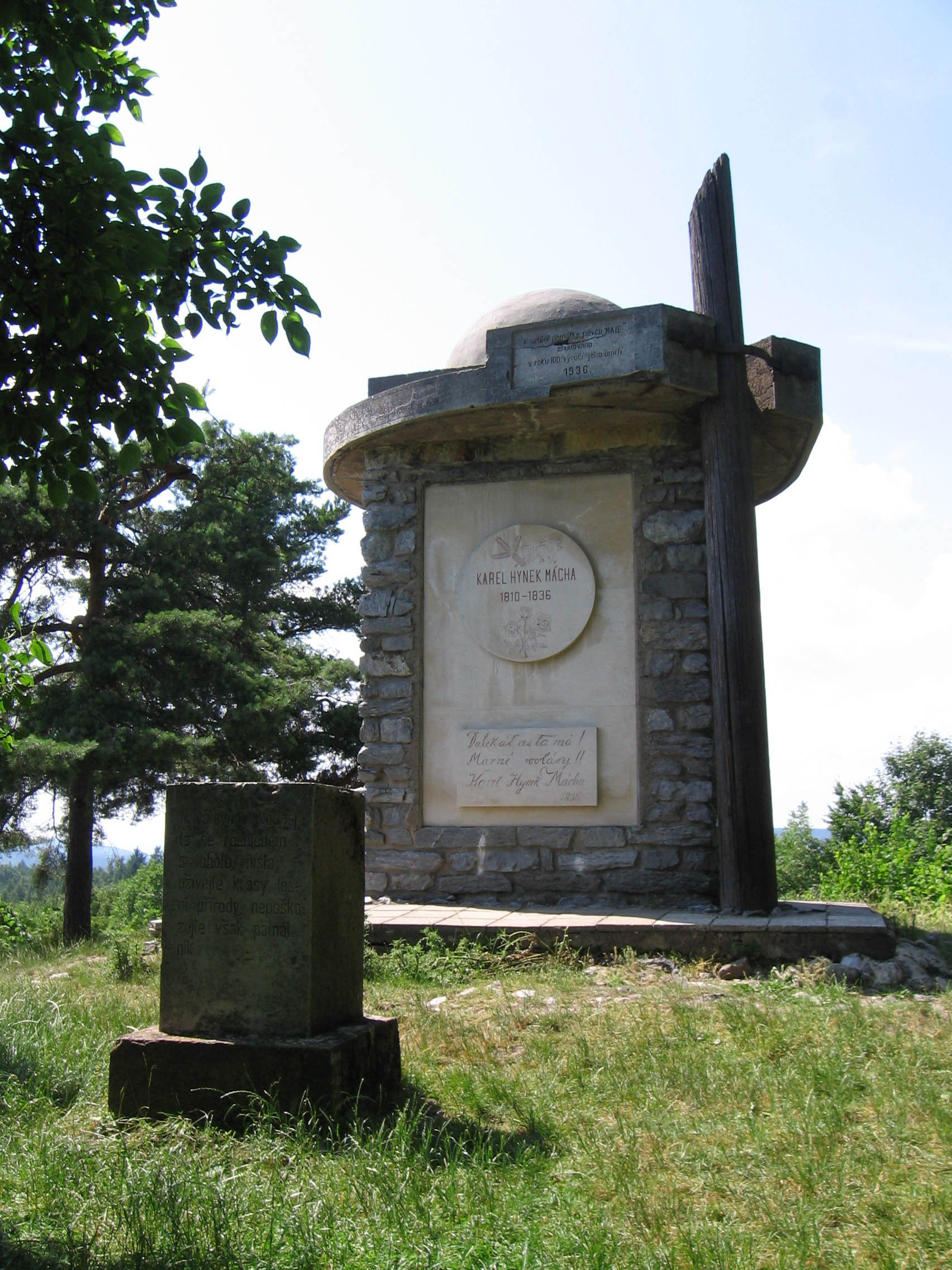
Pomnik w lesie Lesnický Slavín